# 稲内清二
稲内 清二（いなうち せいじ、1892年（明治25年）8月25日 - 1943年（昭和18年）2月17日）は、内務官僚。千葉県市川市長。

## 経歴
京都府出身。1914年（大正3年）に盛岡高等農林学校（現在の岩手大学農学部）を卒業した後、1920年（大正9年）に京都帝国大学法学部を卒業した。一年志願兵として陸軍少尉となる。1922年（大正11年）に高等試験に合格した。和歌山県伊都郡長、東牟婁支庁長、熊本県商工課長、同蚕糸課長、香川県社会課長、同地方課長、広島県学務課長、同地方課長、宮崎県学務部長、秋田県学務部長を歴任した。
1940年（昭和15年）に退官した後、同年6月11日に市川市長に就任し、1941年（昭和16年）10月7日まで在任した。その後、市川市会議員を務めた。1943年（昭和18年）2月17日、市川市議在職中に胃潰瘍で死去。